# (100495) 1996 WH
(100495) 1996 WH es un asteroide perteneciente al cinturón exterior de asteroides, descubierto el 17 de noviembre de 1996 por Dennis di Cicco desde el Sudbury Observatory, Massachusetts, Estados Unidos.

## Designación y nombre
Designado provisionalmente como 1996 WH.

## Características orbitales
1996 WH está situado a una distancia media del Sol de 3,213 ua, pudiendo alejarse hasta 3,627 ua y acercarse hasta 2,798 ua. Su excentricidad es 0,128 y la inclinación orbital 10,92 grados. Emplea 2103 días en completar una órbita alrededor del Sol.

## Características físicas
La magnitud absoluta de 1996 WH es 14,3.